# Declinul Imperiului Otoman
Declinul Imperiului Otoman  (20 octombrie 1827 – 24 iulie 1908) reprezintă perioada care a urmat încetării dezvoltării imperiului (11/12 septembrie 1683 – 20 octombrie 1827), în care imperiul s-a confruntat cu o serie de eșecuri economice și politice majore. Imperiul Otoman a fost afectat direct de imperialismul Imperiului Rus. Politica acestei epoci a fost dominată de problemele economice și revoltele naționale. Otomanii au încercat să reducă diferențele care îi despărțeau de lumea occidentală prin aplicarea unor reforme politice și administrative. Această perioadă a fost urmată de cea a destrămării imperiului (24 iulie 1908 – 30 octombrie 1918).

## Mahmud al II-lea(1808 - 1839)
După încoronarea lui Mahmud al II-lea, el a fost nevoit să facă față unei multitudini de probleme, cele mai multe fiind unele moștenite de la sultanii din trecut. Printre acestea era așa-numita  „Problemă Orientală”, rezolvarea deselor răscoale ale ienicerilor și ale luptelor dintre ulemalele influente în imperiu. De asemenea, sultanul a trebuit să facă față conflictelor interne cu sârbii, grecii, albanezii, egiptenii, sirienii și alții, să înăbușe rebeliunile unor pașale, care visau să fondeze regate noi pe ruinele Imperiului Otoman.

### Administrația
Vedeți și: Tanzimat
Sultanul înțelegea că, odată cu creșterea problemelor care măcinau imperiul, se apropia momentul în care monarhia avea să fie răsturnată, dar considera că acest eveniment avea să se petreacă mult după moartea sa. Problemele pe care trebuia să le înfrunte Mahmud erau uriașe, iar el a încerca renunțat la un moment dat la confortul Seraiiului pentru ca să le rezolve. Astfel, el a închis „Curtea de Confiscări” și a redus foarte mult puterile pașalelor. 
În 1839, Mahmud a lansat Tanzimatul ( „reforma” sau „reorganizarea”) printr-un hatișerif. Printr-un firman, sultanul a interzis practica conform căreia proprietățile tuturor persoanelor condamnate la moarte sau declarate nedemne erau confiscate de coroană. Acest firman încerca să pună capăt abuzurilor și să descurajeze delațiunile făcute doar din interes. Al doilea firman a interzis privilegiul străvechi al guvernatorilor turci să-i condamne fără judecată la moarte pe oamenii din subordinea lor. Pașalele, agalele și alți ofițeri au fost astfel obligați să nu mai pedepsească în vreun fel pe oricare supus al sultanului, indiferent de religie, în lipsa unei sentințe pronunțate de un cadiu și semnate de un judecător. Mahmud a creat un sistem de apel împotriva pedepselor, organizat într-o structură care îl avea în frunte pe însuși sultanul.
Cam în această perioadă, Mahmud a început să participe în mod regulat la întâlnirile Divanului, implicându-se mai activ în treburile statului. Obiceiul conform căruia sultanul nu participa la adunările Divanului fusese introdus cu mult timp în urmă, în timpul lui Suleiman I și a fost considerată una dintre cauzele declinului Imperiului Otoman. 
Mahmud al II-lea a urmărit să combată abuzurile funcționarilor publici prin controlul strict al veniturilor acestora.  

### Economia
În timpul domniei sale, situația financiară a imperiului era dificilă, iar unele dintre grupurile sociale fuseseră supuse de secole unor taxe vexante. Mahmud al II-lea a emis un firman pe 22 februarie 1834 prin care a anulat taxele pe care le percepeau funcționarii publici la trecerea lor printr-o provincie. Prin acest edict, orice altă taxă în afara celui care se plătea semestrial a fost declarată ilegală. La încheierea actului, sultanul declara că toate obiceiurile sau actele care contraveneau firmanului sunt contrare voinței lui Alah și ordinelor imperiale. 
Haraciul, impozitul pe cap de locuitor, deși avea o valoare  moderată și îi scutea pe plătitori de serviciul militar, devenise un mijloc tiranic și grosolan de îmbogățire a colectorilor otomani de taxe. Firmanul din 1834 a abolit modul tradițional de colectarea a texelor. În conformitate cu noua reglementare, era formată o comisie din kadı, guvernatorul musulman, și ayan, șeful municipal al raialelor din fiecare provincie. Au fost efectuate numeroase îmbunătățiri financiare. O altă serie de măsuri a vizat simplificarea și întărirea aparatului guvernamental și au fost desființate o serie de sinecuri. Sultanul Mahmud al II-lea a oferit un bun exemplu personal, reorganizând casa imperială, eliminând o parte a funcțiilor decorative fără importanță administrativă, economisind sumele de bani plătite oficialilor fără funcții importante pentru stat.

### Armata
Una dintre cele mai importante realizări ale a fost  desființarea corpului ienicerilor și formarea armatei otomane moderne și pregătirea reformelor Tanzimatului din 1839. Asemenea reforme au marcat  începutul procesului de modernizare a Turciei și a avut efecte imediate. Printre acestea s-au numărat adoptarea stilului vestimentar european, a arhitecturii, legislației și organizațiilor și reformei agrare de inspirație occidentală. 
La un moment dat în timpul domniei lui Mahmud, sultanul a intrat în conflict cu Wāli al Egiptului și Sudanului, Muhammad Ali, care era din punct de vedere legal vasal al Imperiului Otoman. Sultanul i-a cerut lui Muhammad Ali să se alăture luptei pentru înfrângerea rebeliunii grecilor, dar nu a plătit prețul pe care îl ceruse egipteanul pentru intervenția trupelor sale. în 1831, Muhammad Ali a declarat război suzeranului său și a reușit să preia controlul asupra Siriei și Peninsulei Arabice în următorii doi ani. În 1839, Mahmud a redeschis conflictul, sperând să recupereze pierderile teritoriale, dar a murit. Cam în aceeași perioadă, armata otomană a fost înfrântă în mod clar de trupele egiptene conduse de fiul lui Muhammad Ali, Ibrahim Pașa.

### Social
Apariția și dezvoltarea naționalismului în Imperiul Otoman a dus la prăbușirea sistemului milleturilor otomane. Pentru ca să putem înțelege ce s-a întâplat în această perioadă de declin trebuie să înțelegem că ideea de „națiune” era diferită în Imperiul Otoman față de ceea ce înțelegem noi, datorită faptului că otomanii bazau conceptul pe religie și nu pe apartenență etnică.

## Abdul-Medjid

### Războiul Crimeii, 1853 - 1856
Războiul Crimeii a fost un conflict în care a fost implicate Imperiul Rus pe de-o parte și o alianță formată din Franța, Regatul Unit al Marii Britanii și Irlandei, Regatul Sardiniei, (care avea să fie încorporat în Italia în 1861) și Imperiul Otoman pe de altă parte. Războiul a fost parte a unei îndelungate competiții a puterilor europene pentru moșteni]], rea teritoriilor aparținătoare  „Bolnavului Europei” – Imperiul Otoman aflat în declin. Cea mai mare parte a conflictului s-a desfășurat în Peninsula Crimeea, existând o serie de acțiuni secundare în regiunile vestice ale Turciei și regiunea baltică.

## Abdul-Aziz

### Bulgaria, anii 1870
Dezvoltarea mișcării de renaștere națională a bulgarilor a s-a deosebit de mișcările similare din Serbia și Grecia prin lipsa componentei militare, cel puțin în faza inițială. După fondarea Exarhatului Bulgar pe 28 februarie 1870, s-a dezvoltat o mișcare armată subversivă la începutul deceniului al optulea prin fondarea Organizației Revoluționare Interne și Comitetului Central revoluționar Bulgar. În aceeași perioadă, s-a remarcat implicarea activă a revoluționarului Vasil Levski în activitatea ambelor organizații. Mișcările antiotomane au atins apogeul în timpul Revoltei din Aprilie , izbucnite în 1876 în mai multe regiuni din Moesia, Tracia și Macedonia. Reprimarea barbară a revoltelor și atrocitățile comise de soldații otomani (masacrarea a aproximativ 15.000 de civili)  împotriva populației civile nu a făcut decât să crească dorința de independență a bulgarilor. 

## Abdul Hamid al II-lea

### Prima perioadă constituțională în Imperiul Otoman, 1876 – 1878
Prima perioadă constituțională din istoria Imperiului Otoman a fost o epocă în care conducerea autocrată a sultanului a fost înlocuită cu una a monarhiei contituționale. Această perioadă a început cu proclamarea Legii fundamentale (concepute de membrii mișcării cunoscute ca Junii Turci), pe 23 noiembrie 1876 și s-a încheiat pe 13 februarie 1878. Această perioadă s-a încheiat cu suspendarea activității parlamentului otoman de către sultanul Abdul Hamid al II-lea.

### Războiul ruso-turc (1877–1878)
Războiul ruso-turc din 1877–1878 a fost un răspuns politico-militar la creșterea naționalismului în Balcani pe de-o parte și un rezultat al încercărilor de realizare a dezideratelor Imperiului Rus de recuperare a teritoriilor pierdute în timpul Războiului din Crimeea, de confirmare ca putere în regiunea Mării Negre și de câștigare a prestigiului internațional prin sprijinirea mișcărilor de eliberare națională din Balcani.
Ca urmare a înfrângerii otomanilor în război, principatele României, Serbiei și Muntenegrului, care erau  de facto state suverane de ceva vreme, și-au proclamat în mod oficial independența față de Imperiul Otoman. După aproape 500 de ani de dominație otomană, (1396-1878), statalitatea bulgară a fost restabilită odată cu apariția Principatului Bulgariei. Noul principat cuprindea tot teritoriul dintre Dunăre, Munții Balcani și Marea Neagră (cu excepția Dobrogii de nord, care a intrat în componența României), inclusiv regiunea orașului Sofia, care a devenit noua capitală a țării. Congresul de la Berlin a consfințit pierderile teritoriale ale otomanilor, permițând Austro-Ungariei să ocupe Bosnia și Herțegovina, Regatului Unit să preia controlul insulei Cipru, iar Imperiului Rus să încorporeze sudul Basarabiei și regiunea Kars. 